# Перу на Сурдлимпийских играх
Перу участвует в летних Сурдлимпийских играх с Игр 2009 года (не участвовали в Играх 2013, 2017, 2022 годов), в зимних Сурдлимпийских играх до настоящего времени не участвовали. На настоящее время медалей на Играх пока ещё не завоевали.